# Nellore (dystrykt)

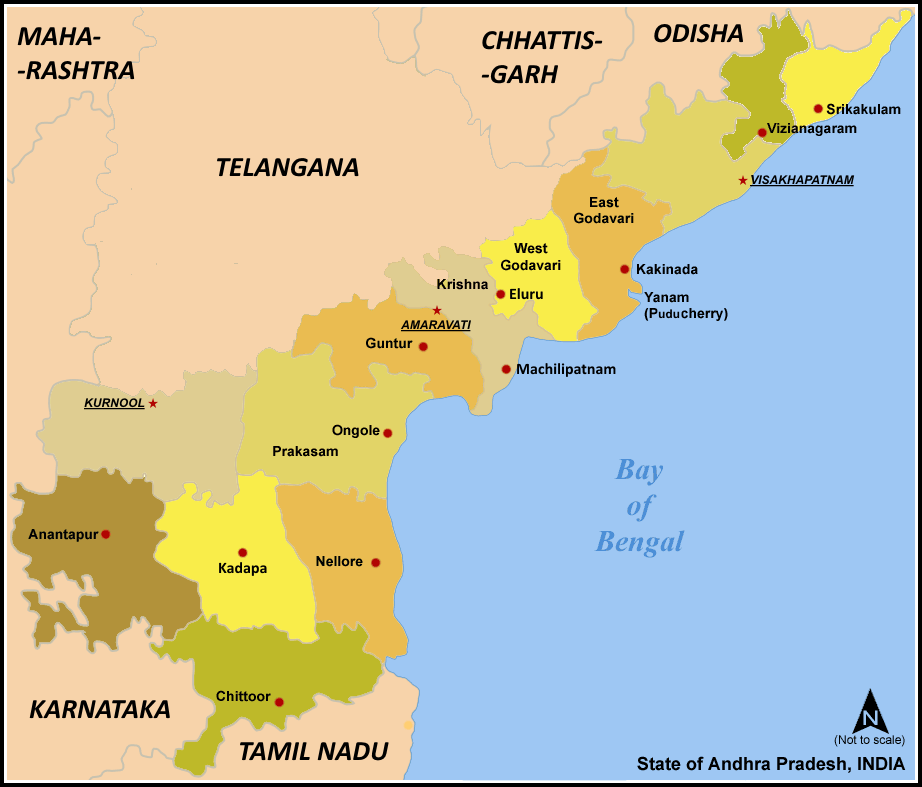
Dystrykty Stanu Andhra Pradesh.

Nellore – jeden z dwudziestu trzech dystryktów indyjskiego stanu Andhra Pradesh, o powierzchni 13 100 km². Liczba mieszkańców tego dystryktu wynosi 2 665 009 osób (2004). Stolicą jest miasto Nellore.

## Położenie
Dystrykt ten leży w południowo-wschodniej części stanu Andhra Pradesh i posiada dostęp do Oceanu Indyjskiego. Na południu sąsiaduje ze stanem Tamil Nadu i dystryktem Chittoor, od zachodu z dystryktem Kadapa, a od północy z Prakasam. Na wschodzie granicą stanu jest linia brzegowa z Oceanem Indyjskim. 